# Homalocerus lyciformis
Homalocerus lyciformis is een keversoort uit de familie Belidae. De wetenschappelijke naam van de soort is voor het eerst geldig gepubliceerd in 1833 door Germar.